# Umbrivaga
Umbrivaga är ett omstritt släkte av ormar inom familjen snokar.
Arter enligt Catalogue of Life:
- Umbrivaga mertensi
- Umbrivaga pyburni
- Umbrivaga pygmaea

Enligt The Reptile Database ska arterna ingå i släktet Erythrolamprus.